# Top Model of The World 2013
Top Model of the World 2013 fue la 20.ª edición del certamen Top Model of the World, correspondiente al año 2013; la cual se llevó a cabo el 29 de marzo en El Gouna, Egipto. Candidatas de 48 países y territorios autónomos compitieron por el título. Al final del evento, Luna Isabella Voce, Top Model of the World 2011/2012 de Italia, coronó a Mónica Esperanza Palacios Mora, de Caribe, como su sucesora.

## Resultados
| Posiciones                  | Candidata |
| --------------------------- | --- |
| Top Model of the World 2013 | - Caribe - Mónica Esperanza Palacios Mora |
| Primera Finalista           | - Golfo de Guinea - Inara Anthonia Isaiah |
| Segunda Finalista           | - Turquía - Burcu Taynaz |
| Tercera Finalista           | - Canadá - Savanagh Walker |
| Cuarta Finalista            | - Ucrania - Ganna Zhadan |
| Top 15                      | - Almatý - Alexandra Saparova - Bangladés - Jannatul Ferdoush Peya - Colombia - Elida Patricia Castro Herrera - Letonia - Alisa Miškovska - México - Mittzy Delfina Ruschke Lira - Puerto Rico - Ariana Karina Díaz - Surinam - Stephanie Michelle Haukes - Tailandia - Panika Vorraboonsiri - Tanzania - Stacey Alfred Sulul - Tartaristán - Aigul Zaripova |

## Premios especiales
| Premio                  | Candidata                                 |
| ----------------------- | ----------------------------------------- |
| Miss Fotogénica         | - Surinam - Stephanie Michelle Haukes     |
| Mejor Cuerpo            | - Caribe - Mónica Esperanza Palacios Mora |
| Mejor Piel              | - Alemania - Victoria Paschold            |
| Mejor en Traje de Noche | - Tanzania - Stacey Alfred Sulul          |
| Miss Globe              | - Canadá - Savanagh Walker                |
| Reina de Europa         | - Ucrania - Ganna Zhadan                  |

## Candidatas
48 candidatas compitieron por el título:
(En la lista se utiliza su nombre completo, los sobrenombres van entrecomillados y los apellidos utilizados como nombre artístico, entre paréntesis; fuera de ella se utilizan sus nombres «artísticos» o simplificados).
| País/Territorio      | Candidata                      | Edad | Estatura | Residencia          |
| -------------------- | ------------------------------ | ---- | -------- | ------------------- |
| Albania              | Margaret Shllaku               | 18   | 1.76 m   | Shkodër             |
| Alemania             | Victoria Paschold              | 22   | 1.73 m   | Saale-Unstrut       |
| Almatý               | Alexandra Saparova             |      | 1.74 m   | Almaty              |
| Australia            | Samantha Michelle Parish       |      | 1.70 m   | Camberra            |
| Balcanes             | Biljana Shkortova              | 22   | 1.74 m   | Skopie              |
| Bangladés            | Jannatul Ferdoush Peya         | 21   | 1.76 m   | Daca                |
| Bielorrusia          | Nastassia Yaramchuk            | 22   | 1.72 m   | Minsk               |
| Canadá               | Savanagh Walker                | 19   | 1.75 m   | Martensville        |
| Caribe               | Mónica Esperanza Palacios Mora | 28   | 1.86 m   | Villavicencio       |
| Cáucaso              | Daria Chebotareva              | 20   | 1.76 m   | Anapa               |
| Colombia             | Elida Patricia Castro Herrera  | 23   | 1.74 m   | Cartagena de Indias |
| Cuba                 | Maytee Zaray Martínez          | 22   | 1.81 m   | Miami               |
| España               | Nieves Sánchez Rodríguez       | 21   | 1.83 m   | Barcelona           |
| Estados Unidos       | Kristy Abreu                   | 18   | 1.74 m   | Yonkers             |
| Filipinas            | Shermaine de Ramos             | 22   | 1.80 m   | Manila              |
| Ghana                | Evelyn Abena Akuaba Appiah     | 21   | 1.72 m   | Acra                |
| Guadalupe            | Maelle Collomb-Bélénus         | 20   | 1.73 m   | Terre-de-Haut       |
| Golfo de Guinea      | Inara Anthonia Isaiah          |      | 1.81 m   | Yenagoa             |
| India                | Manpreet Kaur                  | 21   | 1.74 m   | Nueva Delhi         |
| Inglaterra           | Shana Ann Rose                 | 19   | 1.72 m   | Liverpool           |
| Italia               | Stephanie Cumini               | 24   | 1.75 m   | Roma                |
| Kazajistán           | Dayana Abdrakhmanova           | 18 m | 1.72     | Uralsk              |
| Kosovo               | Vivian Canaj                   | 18   | 1.74 m   | Pristina            |
| Letonia              | Alisa Miškovska                | 24   | 1.74 m   | Daugavpils          |
| Luxemburgo           | Viviane Poensgen               | 18   | 1.75 m   | Luxemburgo          |
| Mar Báltico          | Livia Piotrowicz               | 18   | 1.70 m   | Mannheim            |
| México               | Mittzy Delfina Ruschke Lira    | 20   | 1.70 m   | San Pedro Pochutla  |
| Nigeria              | Cynthia Sapara                 |      | 1.72 m   | Lagos               |
| Países Bajos         | Renou Zulfiqar                 | 23   | 1.73 m   | Ámsterdam           |
| Polonia              | Agnieszka Krasna               | 25   | 1.74 m   | Varsovia            |
| Portugal             | Christina Madruga Silva        | 23   | 1.71 m   | Lisboa              |
| Puerto Rico          | Ariana Karina Díaz             | 22   | 1.73 m   | Toa Alta            |
| República Dominicana | Karen Luna Peguero             | 24   | 1.83 m   | Caracas             |
| Rumania              | Andreea Simona Raducu          | 19   | 1.77 m   | Bucarest            |
| Rusia                | Veronika Sarma                 |      | 1.78 m   | San Petersburgo     |
| Serbia               | Katarina Cvetkovic             |      | 1.74 m   | Belgrado            |
| Sri Lanka            | Pushpika Sandamali de Silva    | 22   | 1.80 m   | Kurunegala          |
| Suecia               | Johanna Petersson              |      | 1.75 m   | Estocolmo           |
| Surinam              | Stephanie Michelle Haukes      |      | 1.75 m   | Paramaribo          |
| Tailandia            | Panika Vorraboonsiri           | 25   | 1.80 m   | Bangkok             |
| Taiwán               | Ting Han                       |      | 1.72 m   | Taipéi              |
| Tanzania             | Stacey Alfred Sulul            | 20   | 1.75 m   | Arusha              |
| Tartaristán          | Aigul Zaripova                 | 22   | 1.76 m   | Kazán               |
| Turquía              | Burcu Taynaz                   | 21   | 1.78 m   | Ankara              |
| Ucrania              | Ganna Zhadan                   |      | 1.74 m   | Kiev                |
| Venezuela            | María Isabel Figueroa          | 27   | 1.76 m   | El Callao           |
| Zambia               | Sophie Chinkumbi               | 25   | 1.72 m   | Kabwe               |
| Zimbabue             | Nadine Larae Hahn              | 21   | 1.80 m   | Harare              |

### Candidatas reemplazadas
- Albania - Agizelda Hysenaj fue reemplazada por Margaret Shllaku.
- Puerto Rico - Amanda Ortíz fue reemplazada por Ariana Karina Díaz.

## Datos acerca de las delegadas
- Algunas de las delegadas de Top Model of the World 2013 han participado, o participarán, en otros certámenes internacionales de importancia:
  - Victoria Paschold (Alemania) participó sin éxito en World Miss University 2012.
  - Biljana Shkortova (Balcanes) participó sin éxito en Miss Intercontinental 2010 y Miss Intercontinental 2017, cuartofinalista en Miss Model of the World 2012 y ganadora de Miss Teen Europa 2015, en estos certámenes representando a Macedonia.
  - Savanagh Walker (Canadá) fue segunda finalista en Miss Global Teen 2012.
  - Mónica Esperanza Palacios Mora (Caribe) fue semifinalista en Top Model of the World 2006/2007 representando a Colombia.
  - Nieves Sánchez Rodríguez (España) fue cuartofinalista en Miss Supranacional 2012.
  - Kristy Abreu (Estados Unidos) participó sin éxito en Miss Supranacional 2013.
  - Evelyn Abena Akuaba Appiah (Ghana) participó sin éxito en Miss Universo 2014, ganadora de Queen Beauty Universe 2016 y Miss Grand Internacional 2020, representando a Estados Unidos, y cuartofinalista en Miss Tierra 2019.
  - Vivian Canaj (Kosovo) participó sin éxito en Miss Intercontinental 2013 representando a Albania.
  - Alisa Miškovska (Letonia) participó sin éxito en Miss Mundo 2011, Best Model of the World 2012 y World Miss Tourism Ambassador 2018, representando a Países Bálticos, ganadora de Miss Model Intercontinental 2012, Miss 7 Continentes 2013, Miss Turismo Queen Internacional 2013, Lady Universo 2018, representando a Países Bálticos, Miss Turismo Eurasia 2018, Miss Heritage Global 2019, Miss Alpha Female 2022 y Miss Business Global 2023, tercera finalista en Miss Paz International 2012, segunda finalista en Miss Multiverse 2022, primera finalista en Miss Glamour Look Internacional 2023, cuarta finalista en Miss Elite 2023 y Queen of Universe Tourism en Reina del Turismo Internacional 2024.
  - Viviane Poensgen (Luxemburgo) participó sin éxito en Miss Turismo Mundo 2012.
  - Mittzy Delfina Ruschke Lira (México) participó sin éxito en Miss Intercontinental 2012.
  - Renou Zulfiqar (Países Bajos) participó sin éxito en Miss Intercontinental 2011, Miss Exclusive of the World 2012 y Top Model of the World 2011/2012
  - Pushpika Sandamali de Silva (Sri Lanka) fue semifinalista en Miss Reina Internacional del Turismo 2011 y participó sin éxito en Miss Mundo 2012.
  - Panika Vorraboonsiri (Tailandia) participó sin éxito en Miss Model of the World 2010, Miss Internacional Yachting Model 2011 y Miss Supranacional 2011.
  - Aigul Zaripova (Tartaristán) participó sin éxito en Miss Intercontinental 2014, Miss Grand Internacional 2017 y Miss Heritage Global 2019, representando a Rusia, y tercera finalista en Lady Universo 2019.
  - María Isabel Figueroa (Venezuela) fue primera finalista en Miss Global Internacional 2010.
  - Nadine Larae Hahn (Zimbabue) participó sin éxito en Miss Teen Mundo 2010.

## Sobre los países en Top Model of the World 2013

### Naciones debutantes
| - Balcanes - Bangladés - Golfo de Guinea | - Surinam - Tartaristán |

### Naciones que regresan a la competencia
Compitió por última vez en 2003:
- México

Compitió por última vez en 2004:
- Tailandia

Compitió por última vez en 2005:
- Portugal

Compitieron por última vez en 2006/2007:
- Albania
- Almatý
- Sri Lanka
- Tanzania

Compitió por última vez en 2008/2009:
- Bielorrusia

Compitieron por última vez en 2009/2010:
- Kosovo
- Taiwán
- Turquía

Compitieron por última vez en 2010/2011:
- Cáucaso
- Ghana
- India
- Letonia
- Mar Báltico
- Polonia
- Rusia

### Naciones ausentes
| - Afganistán - Argentina - Austria - Bélgica - Benelux - Bolivia - Bosnia y Herzegovina - Brasil - Costa Rica | - Curazao - El Salvador - Estonia - Honduras - Isla de Margarita - Macedonia - Sudáfrica - Vietnam |